# ブルース・セルドン
ブルース・セルドン（Bruce Samuel Seldon、1967年1月30日 - ）は、アメリカ合衆国の男性プロボクサー。ニュージャージー州アトランティックシティ出身。元WBA世界ヘビー級王者。

## 来歴
1982年、武装強盗事件で5年間服役、刑務所内でボクシングを始める。

### アマチュア時代
アマチュア時代の戦績は20勝4敗で、ニュージャージー州のゴールデングローブ大会スーパーヘビー級チャンピオンにもなった。

### プロ時代
「アトランティックシティ・エクスプレス」という異名を持って1988年10月4日にデビューした。デビュー戦ではジョエル・マックグローを1ラウンドKOで破り、以来18連勝を記録。しかもこの間の連勝中、エルザ・セラーズ、オジー・オカッシオ、デビッド・ベイ、ホセ・リベルタなど並みいる強豪を倒してきた。
1991年4月18日、後のWBC世界ヘビー級王者になるオリバー・マッコールに初黒星を喫した。この試合では9ラウンド終了までは明らかにポイントでリードしていたが、体調不良のためそれ以上続けられなかった。この結果スリーノックダウンでセルドンの負けとなった。次の試合でも、後のWBA・WBC・IBF世界ヘビー級チャンピオン、リディック・ボウに1RKO負け、マスコミからは「小さい」「限界が見えた」と酷評されることになる。
しかし、その後のセルドンは続く4年間で13勝1敗の成績を収めた。この間の試合には、前のWBAヘビー級チャンピオンであるトニー・タッブスに判定で敗れた試合や、やはり前のWBAヘビー級チャンピオンであるグレグ・ペイジにTKOで勝った試合がある。1995年4月8日、セルドンは空位のWBAヘビー級王座をトニー・タッカーと争った。ジョージ・フォアマンがランク1位のタッカーと戦わずアクセル・シュルツと戦ってタイトルを剥奪されたためである。セルドンはこの時、WBA世界ランク2位だった。セルドンはタッカーを7ラウンド終了後TKO負けで破ったが、これがタッカーにとって初めてのKO負けとなった（マイク・タイソンとレノックス・ルイスに喫した以前の2敗はいずれも判定負けである）。1回目の防衛戦では、世界ランク4位のジョー・ヒップを10ラウンドTKOで下した。

### タイソン戦
ヒップ戦から13か月後の1996年9月7日にラスベガスのMGMグランドで行われた2度目の防衛戦で、マイク・タイソンと対戦し敗れた。第1ラウンドでタイソンのフックが頭頂部をかすり、クリーンヒットは許さなかったものの2度のダウンを喫した。観客が「止めろ!」と叫んだ直後に試合はレフェリーストップとなった。試合後、セルドンは控え室で号泣した。

### 不祥事
1998年、ニュージャージー州の自宅で15歳の少女とマリファナを吸って、性行為をしたとして懲役364日執行猶予5年の判決が言い渡される。これにより性犯罪者となったセルドンはミーガン法に基づき居場所を警察に届けることが義務付けられるようになる。

### ボクシング界への復帰
タイソン戦から7年半後の2004年3月6日にリングに復帰し、復帰第1戦ではオーティス・ティスデールを3ラウンドKOで、第2戦ではレンジー・モルガンを2ラウンドTKOで破った。
復帰第3戦目は2004年3月15日、無敗のジェラルド・ノブレスが相手だったが、セルドンは第2ラウンドでダウンを奪い、第8ラウンドまで8ポイント差のリードだった。しかし第9ラウンド序盤で相手の指が目に入り試合の続行が不可能となってTKOで敗れてしまった。
次戦は2005年10月28日で、明らかに調整不足でオーバーウェイトのセルドンはタイ・フィールズに2ラウンドKO負けを喫した。2007年2月10日、調整し直したセルドンは1ラウンド1分5秒にKOでマーカス・ロードを下した。